# Deșertul Nubian

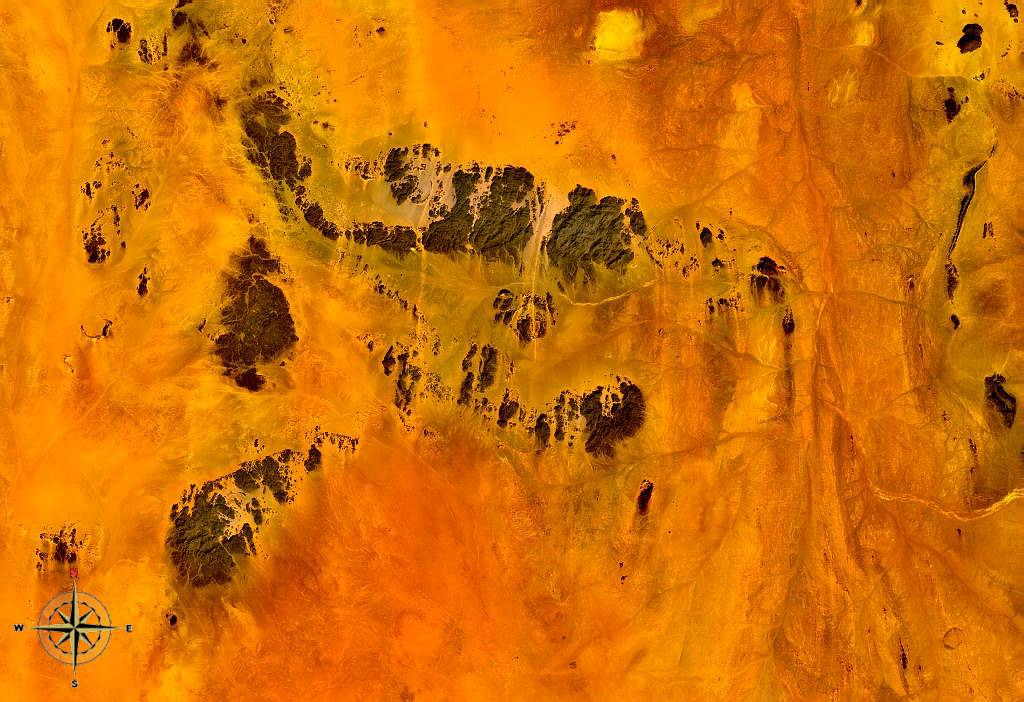
Imagine din satelit a Deșertului Nubian

Deșertul Nubian este un deșert în Africa estică, la nord-est de deșertul Sahara, ocupând cea mai mare parte a nord-estului Sudanului și sudul Egiptului, între râul Nil și Marea Roșie. Are o suprafață de aproximativ 400.000 km2. 

### Clima
Clima este uscată, anual căzând aproximativ 25 mm precipitații. Pot fi atinse temperaturi de 50-55°C.

### Vegetația și fauna
În afară de malul râului Nil, în deșertul Nubian nu prea pot fi întâlnite forme de vegetație. Dintre speciile de animale, cele mai des întâlnite sunt cămilele.